# Yukio Hayashida
Pour les articles homonymes, voir Hayashida.
Yukio Hayashida (林田 悠紀夫, Hayashida Yukio), né le 26 novembre 1915 à Maizuru (préfecture de Kyōto) et mort le 11 novembre 2007 (Tōkyō), est haut fonctionnaire et homme politique japonais, membre de la Chambre des conseillers de 1965 à 1978 puis de nouveau entre 1986 et 1998. Il est gouverneur de Kyōto du 16 avril 1978 au 15 avril 1986, puis il devint ministre de la Justice du 6 novembre 1987 au 27 décembre 1988.

## Études et carrière professionnelle
Après des études de droit à l'université impériale de Tōkyō, il intègre en 1939 le Ministère de l'Agriculture. Il assure différents fonctions dont celle de Secrétaire en chef du cabinet du Ministre de l'Agriculture et de directeur de la division horticole. 

## Carrière politique
Hayashida se présente ensuite avec succès en 1965 à l'élection pour la Chambre des conseillers dans le district régional de Kyōto sous l'étiquette du PLD.
Alors qu'il a été réélu à deux reprises et que la perspective d'une entrée au gouvernement se rapproche, le retrait politique du gouverneur progressiste de Kyōto, Torazo Ninagawa incite Hayashida à se porter candidat au poste de gouverneur avec le soutien du PLD et du Club néo-libéral. Son élection constitue une surprise et met fin à plus de 28 ans de gouvernement progressiste de la préfecture.
En 1986 après deux mandats de gouverneur, Hayashida décide de ne pas se représenter et de retourner à la vie parlementaire. La même année, en juillet, il est élu Conseiller pour la préfecture de Kyōto. Un an plus tard, en 1987, il est nommé Ministre de la Justice dans le gouvernement du premier ministre Noboru Takeshita, poste qu'il occupe jusqu'au remaniement ministériel de décembre 1988. Il retrouve alors son siège de Conseiller qu'il conserve près d'une dizaine d'années avant de prendre sa retraite politique en 1998.
Il est également membre du comité de direction de l'Association des sanctuaires shintō.
Il meurt le 11 novembre 2007 à Tōkyō d'une insuffisance cardiaque.